# Muhamed ibn Abdul al-Vahab
Muhammad ibn Abd al-Wahhab (1703 – 22 junij 1792) je bil verski voditelj, konservativni teolog in ustanovitelj islamske smeri, poznane kot vahabizem, ki si je prizadevala vrnitev islama k temeljnim načelom. Rodil se je v Najdu, ki leži v osrednji Savdski Arabiji. Kljub temu, da je svoje izobraževanje začel pod vplivom sunitizma, je Ibn Abd al-Wahhab postopoma začel nasprotovati mnogim sunitskim običajem. Prenehal je z obiskovanjem in čaščenjem grobnic islamskih svetnikov, kar doprinaša h krivoverstvu. Po njegovem mnenju verniki namreč ne bi smeli prositi za posredovanje v njihova življenja nikogar drugega kot Boga. Čeprav je njegovemu delu nasprotovalo veliko uglednih in pomembnih učenjakov sunitizma tistega časa, vključno z njegovim očetom in bratom, je zasnoval versko-politični pakt z Muhammadom bin Saudom.Ta mu je omogočil vzpostaviti emirat Diriyah, prvo provinco Savdske Arabije. Ibn Abd al-Wahhab in bin Saud sta takrat vzpostavila zavezništvo med njunima družinama, ki še vedno obstaja v kraljestvu Savdske Arabije. Družina Al ash-Sheikh, ki je trenutno vladajoča verska družina v Savdski Arabiji, so potomci Ibn Abd al-Wahhaba.

## ŽIVLJENJE
Muhammad ibn Abd al-Wahhab naj bi se rodil leta 1703, v Arabskem klanu Banu Tamim, v vasi Uyayna, v regiji Najd, ki leži v osrednji Savdski Arabiji. Do nastanka vahabizma se je na tistem območju vedelo zelo malo o zgodovini islamskega izobraževanja. Kljub temu pa je tu bilo nekaj pomembnih pravnikov hanbelijske šole prava. Nekaj doktorjev te šole je prišlo celo iz družine Ibn Abd al-Wahhaba. Njegova zgodnja izobrazba je vsebovala učenje Korana na pamet in učenje osnov hanbelijskega prava ter islamske teologije.V tem obdobju je čaščenje islamskih svetnikov in verovanje v njihove sposobnosti izvajanja čudežev postalo eno najbolj navzočih aspektov sunitizma v islamskem svetu. To se je razširilo tudi v njegov rojstni kraj in je zato tudi Muhammad ibn Abd al-Wahhab prišel v stik s tem češčenjem svetnikov. Verjetno je bil eden izmed razlogov, da je zapustil Najd in iskal izobrazbo drugod tudi, da bi širil to ideologijo v druge kraje. Ko je zapustil domačo vas, je ibn Abd al-Wahhab romal v Meko, kjer so učenjaki poučevali na način, ki njemu ni ustrezal. Zato je odšel v Medino. Ravno ta postanek je vrjetno imel močen vpliv na oblikovanje njegovih poznejših mišljenj. V Medini je spoznal teologa Abd Allaha b. Ibrahima al-Najdija, ki je bil podpornik neo-hanbelijskih del spornega srednjeveškega učenjaka Ibna Taymiyyaha. Njegova dela so bila po mnenju večine islamskih strokovnjakov dokaj neobičajna. Učitelj Abdallah ibn Ibrahim ibn Sayf je mladega Abd al-Wahhaba predstavil Mohammadu Hayya Al-Sindhiju, ki je pripadal redu sufizma in mu ga priporočil kot študenta. Muhammad Ibn Abd al-Wahhab in al-Sindhi sta si postala zelo blizu. Ibn Abdal-Wahhab je celo nekaj časa stanoval pri al-Sindhiju. Muhhamad Hayya ga je naučil kako se osamosvojiti od popularnih religioznih običajev, povezanih s svetniki in obiskovanjem njihovih grobnic. To se je pozneje močno poznalo v njegovih naukih. Po izobrazbi v Medini je zapustil Arabski polotok in najprej odšel v Basro in nato še v Irak. V Iraku je 4 leta učil in se tudi poročil s premožno žensko. Po njeni smrti je podedoval njeno posest.
Ob vrnitvi domov je Ibn Abd al-Wahhab začel pridobivati privržence. Med njimi je bil tudi takratni poglavar Uyayne, Uthman ibn Mu'ammar. Ibn Abd al-Wahhab je podpiral ibn Mu'ammarja pri njegovi želji, da bi razširil področje svojega vladanja na celoten Najd in še dlje. Ta pa je v zameno podpiral širjenje Ibn Abd al-Wahhabovih religioznih idej. Najprej je s pomočjo Ibn Mu'ammarja uničil grob Zayda ibn al-Khattaba, ki je bil sopotnik Muhammada. Nato je zaukazal posek dreves, ki so jih imeli domačini za sveta. Najbolj svetega pa je posekal kar sam. Ukazal pa je še kamenjanje ženske, ki je priznala prešuštvo. Ta dejanja so pritegnila pozornost Sulejmana ibn Muhammada ibn Ghurayra klana Bani Khalid, ki je imel v Najdu močan vpliv. Ibn Mu'ammarju je zagrozil, da ne bo več smel pobirati davkov na svojih posestvih v al – Hasi , če Ibn Abd al-Wahhaba ne izžene ali ubije. Posledično je Ibn Mu'ammar prisilil Ibn Abd al-Wahhaba da je odšel. Po izgonu iz Uyanye je bil Ibn Abd al-Wahhab povabljen v sosednji Diriyah. Po kratkem obdobju življenja v Diriyahu je sklenil dogovor s tamkajšnjim poglavarjem Muhammadom bin Saudom. Strinjala sta se, da bosta pripeljala prebivalce Arabskega polotoka nazaj k resničnim načelom islama, kot sta jih videla onadva. Dogovor je bil potrjen s prisego zvestobe leta 1744. Muhammad bin Saud je bil odgovoren za politične zadeve in poveljevanje vojski, Ibn Abd al-Wahhab pa za verske zadeve. Dogovor je označeval tudi začetek prve Savdske države, Emirata Diriyah. Najprej so sile Diriyaha zavzele Najd, nato pa razširile svoje verske ideje po večini ozemlja današnje Savdske Arabije.

## NAUK
Muhammad ibn Abd al-Wahhab je učil, da je glavna doktrina islama edinstvenost in enotnost boga (Tawhid). Menil je, da si njegovo gibanje prizadeva prečistiti islam, prav tako je obsodil ljudska prepričanja kot politeizem (t.i. shirk) in zavrnil večino srednjeveškega zakona učenjakov (ulema) in pozval k novi razlagi islama. Glavna načela njegovega nauka lahko najdemo v kratkem eseju imenovanem Kitab al-Tawhid, ki črpa iz Korana in zabeleženih izrekov islamskega preroka Mohameda. Pridiga, da bogoslužje v islamu vključuje pet dnevnih molitev, ki so; post, prošnja, iskanje zaščite ali zatočišča in iskanje Alahove pomoči. Njegovo učenje je poudarjalo greh iskanja pomoči pri komurkoli drugemu kot Alahu. Nekoč  je večina muslimanov skozi zgodovino menila, da je razglasitev vere dovolj, da postanemo muslimani. Ibn Abd al-Wahhab se s tem ni strinjal. Zavzel je stališče, da posameznik, ki verjame, da bi lahko obstajali posredniki pri Bogu, dejansko opravlja politeizem. To je bila glavna razlika med njim in nasprotniki, zaradi česar je razglasil muslimane zunaj svoje skupine za odpadnike in malikovalce. Gibanje Ibn Abd al-Wahhaba je danes znano kot vahabizem, ki jo mnogi uvrščajo kar v salafizem. To je prav tako posebna veja islama, ampak teh dveh ne smemo enačiti. Čeprav je pripadnik vahabizma tudi pripadnik salafizma, pa to ne velja v obratni smeri, torej pripadnik salafizma ni pripadnik vahabizma. Vahabizem se nanaša na specifično saudsko šolo, ki velja za strožjo obliko salafizma. Muhammad ibn Abd al-Wahhab je v Kitab al-Tawhidu oblikoval močno protikrščansko in protijudovsko držo, ki je privržence krščanske in judovske vere opisala kot čarovnike, ki častijo hudiča in navedel hadis, pripisan islamskemu preroku Mohamedu, v katerem je zapisano, da je čarovnik kaznovan tako, "da ga udari z mečem". Učenjakinja Natana J. DeLong-Bas je branila Muhammada ibn Abd al-Wahhaba in izjavila, da tega nikoli ni mislil v smislu smrti in uničenja t. i. nevernikov, ampak v smislu, da jih bo bog kaznoval v posmrtnem življenju.

## VPLIV

### S STRANI SODOBNIKOV
Številni islamski učenjaki so skozi življenje Ibn Abd al-Wahhaba kritizirali njegove nauke zaradi neupoštevanja islamske zgodovine, spomenikov, tradicije in svetosti muslimanskega življenja. Učenjak po imenu Ibn Muhammad ga je obtožil, da je muslimane napačno razglasil za nevernike na podlagi zgrešenega branja odlomkov Korana in preroških tradicij. Meni, da je vse učenjake napačno razglasil za nevernike, ker se niso strinjali z njegovo "deviantno inovacijo ". Prav tako je njegov nauk javno zavrnil hanbelijski učenjak Ibn Fayruz al-Tamimi, katerega je kasneje Abd al-Wahhab označil za malikovalca in enega izmed najhujših sovražnikov. Po besedah zgodovinarja Ibn Humayda je oče Ibn Abd al-Wahhaba kritiziral svojega sina, ker se ta ni hotel specializirati za pravosodje, in se ni strinjal z njegovo doktrino ter izjavil, da bo vzrok hudobnosti. Njegov brat Suleyman ibn Abd al-Wahhab je napisal eno prvih razprav, v kateri je ovrgel vahabsko doktrino, češ da je bil njen začetnik slabo izobražen in nestrpen ter je stališča Ibn Abd al-Wahhaba označil za obrobna in fanatična.

### MODERNI SPREJEM
Ibn Abd al-Wahhaba so učenjaki salafizma sprejeli kot avtoriteto in referenčni vir. Seznam učenjakov z nasprotujočimi si pogledi, skupaj z imeni njihovih knjig in povezanimi informacijami, je sestavil islamski učenjak Muhammad Hisham.

### SODOBNO PRIZNANJE
Po njem je poimenovana državna mošeja Katarja imenovana "Mošeja imama Muhammeda ibn Abd al-Wahhaba". Ampak leta 2017 je bila v Savdsko-arabskem časopisu Okaz objavljena zahteva, ki jo je podpisalo 200 potomcev Ibn Abd al-Wahhaba, da se ime mošeje spremeni. Po njihovi izjavi namreč "ne drži svoje prave poti salafizma", čeprav se večina Katarcev drži vahabizma. Kljub vahabskemu uničenju številnih islamskih, kulturnih in zgodovinskih krajev, povezanih z zgodnjo zgodovino islama in prvo generacijo muslimanov, je saudska vlada začela obsežen razvoj domene Mohameda ibn Abd al-Wahhaba, Diriyah in jo spremenili v glavno.

## VIRI
Muhhamad ibn 'Abd al-Wahhab. 2020. [citirano 28. 11. 2020]. Dostopno na naslovu: http://www.oxfordislamicstudies.com/article/opr/t125/e916.
Ibn 'Abd al-Wahhab, Muhhamad. 2020. [citirano 28. 11. 2020]. Dostopno na naslovu: https://www.britannica.com/biography/Muhammad-ibn-Abd-al-Wahhab.
MacCulloch, Diarmaid. A History of Christianity (p.800). Penguin Books Ltd. Kindle Edition.